# Максвілл (Вісконсин)
Максвілл (англ. Maxville) — місто (англ. town) в США, в окрузі Баффало штату Вісконсин. Населення — 321 особа (2020).

## Демографія
Згідно з переписом 2010 року, у місті мешкало 309 осіб у 129 домогосподарствах у складі 96 родин. Було 152 помешкання
Расовий склад населення:
| - 99,7 % — білих |

До двох чи більше рас належало 0,3 %. Частка іспаномовних становила 2,9 % від усіх жителів.
За віковим діапазоном населення розподілялося таким чином: 20,1 % — особи молодші 18 років, 66,3 % — особи у віці 18—64 років, 13,6 % — особи у віці 65 років та старші. Медіана віку мешканця становила 42,6 року. На 100 осіб жіночої статі у місті припадало 114,6 чоловіків;  на 100 жінок у віці від 18 років та старших — 116,7 чоловіків також старших 18 років.
Середній дохід на одне домашнє господарство  становив 76 428 доларів США (медіана — 62 500), а середній дохід на одну сім'ю — 86 620 доларів (медіана — 67 500). Медіана доходів становила 41 250 доларів для чоловіків та 34 583 долари для жінок. За межею бідності перебувало 11,2 % осіб, у тому числі 17,4 % дітей у віці до 18 років та 10,7 % осіб у віці 65 років та старших.
Цивільне працевлаштоване населення становило 257 осіб. Основні галузі зайнятості: сільське господарство, лісництво, риболовля — 30,7 %, освіта, охорона здоров'я та соціальна допомога — 19,5 %, роздрібна торгівля — 10,5 %, виробництво — 10,1 %.